# Illbleed
Illbleed es un videojuego de survival horror por Sega Dreamcast. En él, los jugadores tienen la tarea de guiar a la aficionada de películas de terror Eriko Christy a través de un parque temático mortal lleno de trampas y monstruos, basándose en un monitor de latidos de corazón y sus sentidos propios para evitar tener miedo a la muerte.
Saldría con vida, el genio excéntrico de la creación del parque, Michael Reynolds, recompensará a Eriko con cien millones de dólares y le permitirá salir del parque de atracciones.

## Jugabilidad
La jugabilidad de Illbleed se diferencia de los demás juegos de survival horror. El jugador no debe apurarse en el nivel, sino caminar lentamente de lugar a lugar, mirando a su alrededor. Utilizando una herramienta llamada el Monitor del Horror que consume la adrenalina del jugador, el jugador puede marcar varios lugares sospechosos de ser una trampa. Estas trampas queman, hacen cortes, asustan, y golpean al jugador de diferentes maneras, lo que resulta tener una pérdida de sangre, un aumento del pulso y baja resistencia.
Al jugador se le da herramientas y elementos para evitar que el personaje sangre hasta la muerte, quedando sin fuerza o adrenalina, o siendo asustado hasta la muerte. Si el jugador falla en mantener al personaje vivo a través del nivel, deben ser revivido fuera del nivel y tiene que continuar el nivel con otro personaje. Si el personaje se queda sin jugadores, el juego termina.

### Cuatro sentidos y monitor del horror
Un personaje tiene cuatro sentidos: vista, oído, olfato y sexto sentido. Cada vez que el jugador se acerca a elementos o trampas, uno o múltiples sentidos se registran en el contador situado en la parte superior de la pantalla. El jugador puede utilizar el monitor del horror, que consume adrenalina, para marcar lugares de sospechosos elementos, trampas o enemigos al acecho. Cualquier punto marcado mostrará un orbe azul brillante. Algunas trampas se desactivarán con éxito y la adrenalina gastada será regresada al personaje.

## Personajes
Inicialmente, el jugador sólo puede elegir a Eriko. Mientras el jugador rescata a cada uno de los amigos de Eriko, el jugador tiene más opciones de personajes con quien jugar. Después de ganar el juego por primera vez, Eriko gastará menos ropa para cada personaje que no rescate en el futuro.
Cada personaje tiene sus propias fortalezas y debilidades. Eriko Christy, el personaje principal, puede recuperarse más rápidamente después de ser asustada por una trampa o enemigo. Randy Fairbanks, tiene la fortaleza y salud más fuerte, pero menos adrenalina. Michel Waters tiene la salud más baja, pero la adrenalina más alta (como Jorg).

## Curiosidades
- En el juego hay un jefe llamado Zodick the Hellhog que es una obvia parodia de Sonic the Hedgehog.Incluso cuando se golpea al jefe este lanza anillos.